# Pete Whelan
Peter „Pete“ Armstrong Whelan (* 17. Mai 1929 in New York City; † 17. Januar 2023 in Key West, Florida) war ein US-amerikanischer Jazz- und Blues-Produzent, Verleger, Publizist und Plattensammler.

## Leben und Wirken
Whelan wurde als Sohn einer Malerin, die an der Sorbonne studiert hatte, und eines wohlhabenden Vaters geboren, der jedoch im selben Jahr durch den Börsencrash 1929 ruiniert wurde. Er besuchte ein katholisches Internat, aus dem er 1941 mit zwölf Jahren verwiesen wurde. Kurz darauf setzte er seine Ausbildung an der Solebury School in New Hope, Pennsylvania, fort.
Seitdem Whelan elf Jahre alt war, spielte er Trompete (später auch Klavier) und hörte nur noch Jazz. Mit 14 Jahren durchstreifte er die Plattenläden von Philadelphia. Da er den Record Changer, eine Zeitschrift für Sammler abonniert hatte, die auch Jazzplatten rezensierte, wurde seine Sammlung, die zunächst aus ganz gewöhnlichen Second-Hand-Schallplatten bestand, durch immer seltener werdende Schallplatten bereichert. Während er sich für die Gennett- und Champion-Kataloge und insbesondere für Sam Collins interessierte, traf er ab 1954 auf James McKune, einen Sammler, der ihn davon überzeugte, dass er sich besser den weitgehend vergessenen Pionieren des Blues wie Charley Patton, Son House, Skip James, Mississippi John Hurt und Robert Wilkins widmen sollte. So begann er mit dem Sammeln von Blues-Platten.

Charley Patton: Down The Dirt Road Blues, 1929

Als sich das Blues-Revival abzeichnete, tat sich Whelan mit Bill Givens (≈1931–1999), der mit ihm auf der Solebury School war, und mit Nick Perls (1942–1987), dem späteren Gründer von Yazoo Records, zusammen. Als das Buch The Country Blues von Samuel Charters 1959 erschien, waren sich Whelan und Givens in dem Punkt einig, dass Charters den Musikern des Delta Blues wie Charley Patton nicht genug Raum eingeräumt hatte. 1960 gründete die beiden die Origin Jazz Library, das erste Label für Neuauflagen von Blues-Platten aus den 1920er- und 1930er-Jahren. Die Begleittexte sind oft von Bernard Klatzko; gleichzeitig arbeitete Whelan mit Gayle Dean Wardlow zusammen, der ihm half, Informationen über die Delta-Blues-Musiker zu finden, und entwickelte sich zu einem der besten Spezialisten zum Leben von Robert Johnson.
Das erste Album der Origin Jazz Library war Charlie Patton! 1929–1932 gewidmet, gefolgt von Produktionen zum Werk von Henry Thomas und Sam Collins, sowie von Kompilationen, die oft die Entdeckung wenig bekannter Künstler fördern sollten, auch aus den Genres Gospel, Jazz und Countrymusik. Zu den Musikern und Bands auf diesen Kompilationen gehörten u. a. Buster Johnson (Really! The Country Blues 1927–1933), The Birmingham Jug Band (The Great Jug Bands), Elder Richard Bryant’s Sanctified Singers (The Great Jug Bands), William Harris (The Mississippi Blues 1927–1940), Rosie Mae Moore (The Country Girls! 1927–1935), Elvie Thomas (The Country Girls! 1927–1935), Bill Wilber (wahrscheinlich ein Pseudonyme von Joe McCoy) (Country Blues Encores 1927–1935), Alan Jackson’s Plantation Orchestra, 1927 (Byways of Jazz), Alfred G. Karnes (In the Spirit No. 1!) und The Two Poor Boys (Alabama Country 1927–1931).
1967, nach der Veröffentlichung von Nr. 14 (Alabama Country 1927–1931), verließ Whelan das Label, unzufrieden mit der seiner Meinung nach unzureichenden Arbeit von Givens. Im selben Jahr begründete er seine Zeitschrift 78 Quarterly, die vor allem dem Blues, aber auch dem Jazz gewidmet war und sich durch seine Abschnitte über die sehr seltenen Schellackplatten auszeichnete. Zwei Ausgaben mit einer Auflage zwischen 2.000 und 3.000 Exemplaren erschienen 1967 und 1968 mit bereits renommierten Mitarbeitern wie Steve Calt, Gayle Dean Wardlow, Lawrence Cohn, John Godrich und Pete Welding. Whelan ließ sich für eine lange Zeit in Key West, Florida, nieder und nahm seine Arbeit an der Zeitschrift 78 Quarterly mit einer dritten Nummer wieder auf. Sie endete 2005 nach zwölf Jahrgängen; Nr. 4 (Jg. 1) war auf Robert Johnson konzentriert (mit einem Cover von Robert Crumb); 1992 hat Whelan auch die ersten beiden vergriffenen Ausgaben in einem einzigen Band neu aufgelegt.